# Coppa della Repubblica Ceca di pallacanestro maschile
La Coppa della Repubblica Ceca (cs: Český pohár) di pallacanestro è un trofeo nazionale ceco organizzato annualmente dal 1994.

## Albo d'oro
- 1994  Pardubice
- 1995  Nový Jičín
- 1996  Nový Jičín
- 1997  Opava
- 1998  Opava
- 1999  Opava
- 2000  Mlékárna Kunín
- 2001  Opava
- 2002  Mlékárna Kunín
- 2003  Opava
- 2004  ČEZ Nymburk
- 2005  ČEZ Nymburk
- 2006  Mlékárna Kunín
- 2007  ČEZ Nymburk
- 2008  ČEZ Nymburk
- 2009  ČEZ Nymburk
- 2010  ČEZ Nymburk
- 2011  ČEZ Nymburk
- 2012  ČEZ Nymburk
- 2013  ČEZ Nymburk
- 2014  ČEZ Nymburk
- 2015  Prostějov
- 2016  Pardubice
- 2017  ČEZ Nymburk
- 2018  ČEZ Nymburk
- 2019  Nymburk
- 2020  Nymburk
- 2021  Nymburk
- 2022  Opava
- 2023  Děčín
- 2024  Nymburk

## Vittorie per club
| Squadra    | Vittorie | Anni                                                      |
| ---------- | -------- | --------------------------------------------------------- |
| Nymburk    | 16       | 2004, 2005, 2007-2014, 2017, 2018, 2019, 2020, 2021, 2024 |
| Opava      | 6        | 1997-1999, 2001, 2003, 2022                               |
| Nový Jičín | 5        | 1995-1996, 2000, 2002, 2006                               |
| Pardubice  | 2        | 1994, 2016                                                |
| Prostějov  | 1        | 2015                                                      |
| Děčín      | 1        | 2023                                                      |